# Jetse Bol
Jetse Bol (Avenhorn, Holanda Septentrional, 8 de septiembre de 1989) es un ciclista neerlandés que fue profesional entre 2008 y 2024.

## Trayectoria
Después de cuatro años en la formación continental del Rabobank Continental Team, se unió en 2012 al equipo Rabobank pasándose a llamar Blanco Pro Cycling y posteriormente Belkin-Pro Cycling Team en 2013. En 2015 recaló en las filas del conjunto De Rijke-Shanks. Un año más tarde fue fichado por el Manzana Postobón para correr las temporadas 2017 y 2018 con el equipo colombiano. Ese segundo año lo terminó en el Burgos-BH, equipo en el que estuvo hasta el final de su carrera en 2024 y en el que continuó como director deportivo.

## Palmarés
2009
- Tour de Olympia, más 1 etapa

2010
- 1 etapa del Tour de Normandía
- Triptyque des Monts et Châteaux, más 1 etapa
- 1 etapa del Tour de Bretaña

2011
- 2 etapas del Tour de Bretaña
- Tour de Olympia, más 2 etapas

2015
- Tour de Olympia, más 1 etapa

## Resultados en Grandes Vueltas
| Carrera | Carrera         | 2012 | 2013 | 2014  | 2015 | 2016 | 2017 | 2018  | 2019  | 2020 | 2021 | 2022 | 2023  | 2024 |
| ------- | --------------- | ---- | ---- | ----- | ---- | ---- | ---- | ----- | ----- | ---- | ---- | ---- | ----- | ---- |
|         | Giro de Italia  | —    | —    | 156.º | —    | —    | —    | —     | —     | —    | —    | —    | —     | —    |
|         | Tour de Francia | —    | —    | —     | —    | —    | —    | —     | —     | —    | —    | —    | —     | —    |
|         | Vuelta a España | —    | —    | —     | —    | —    | 69.º | 101.º | 104.º | 80.º | 71.º | 89.º | 110.º | —    |

—: no participa

Ab.: abandono

## Equipos
- Rabobank Continental Team (2008-2011)
- Rabobank/Blanco/Belkin (2012-2014)
  - Rabobank (2012)
  - Blanco Pro Cycling (2013)[3]
  - Belkin-Pro Cycling Team (2013-2014)
- Cyclingteam Join's-De Rijke (2015-2016)
- Manzana Postobón Team (2017-2018[4])
- Burgos-BH (2018[5]-2024)